# Le miniere di re Salomone (romanzo)
Le miniere di re Salomone (King Solomon's Mines) è un romanzo avventuroso del 1885 di H. Rider Haggard, il primo della serie che ha per protagonista Allan Quatermain. È il primo romanzo di avventura in lingua inglese ambientato in Africa e costituisce un prototipo per il tema del "mondo perduto" che divenne popolare nella letteratura vittoriana.

## Trama

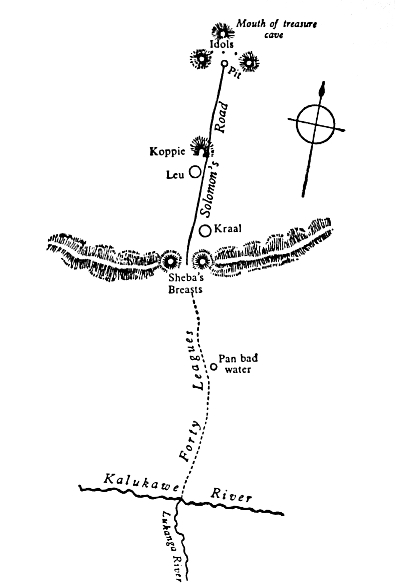
La via per il Kukuanaland, da un'edizione del 1907

Alan Quatermain, un mercante e cacciatore bianco di origine europea che vive nel Transvaal (più precisamente a Durban nel Natal), imbarcandosi su una nave a Città del Capo per tornare a casa propria, incontra sir Henry Curtis, un nobile britannico giunto in Sudafrica alla ricerca del fratello George, disperso due anni prima nel cuore dell'Africa mentre cercava una favolosa miniera di diamanti.
Sir Henry, accompagnato da un suo singolare amico, il Capitano Good, intende assoldare Quatermain per organizzare una spedizione al salvataggio del fratello. Quatermain in effetti aveva conosciuto brevemente lo scomparso George Curtis ed è in possesso di alcuni indizi e di un'antica mappa che possono indirizzare il fratello sulle sue tracce, tuttavia esita ad accettare l'incarico: si tratta di un viaggio estremamente rischioso attraverso una regione inesplorata, da cui nessuno è riuscito a tornare e sopravvivere. Quatermain, che è vedovo, pur avendo cinquantacinque anni non è ancora riuscito ad accumulare un patrimonio per ritirarsi ed è consapevole di avere vissuto ben oltre l'aspettativa di vita di chi fa il suo pericoloso mestiere; dopo avere pattuito un elevato compenso anticipato e avere garantito al proprio figlio una rendita annuale per terminare gli studi di medicina che conduce a Londra, Quatermain accetta infine di organizzare la rischiosa spedizione.
Al gruppo si unisce Umbopa, un possente ed enigmatico guerriero cresciuto tra gli Zulu. Dopo varie peripezie e una caccia all'elefante in cui perde la vita l'indigeno Khiva, gli avventurieri si trovano a dover attraversare a piedi un esteso e arido deserto, usando come unico riferimento una mappa rudimentale tracciata tre secoli prima da un esploratore portoghese che non aveva mai fatto ritorno. Grazie alla mappa tuttavia essi localizzano una sorgente in mezzo al deserto e riescono a sopravvivere fino a giungere ai Seni di Saba, due alte montagne oltre le quali pare inizi la via per le leggendarie miniere di re Salomone. Nel gelo della traversata del passo montano perde la vita anche Vetvőgel, il fedele ottentotto; il gruppo si riduce quindi ai soli tre europei e al forte Umbopa.
Oltre le montagne si stende una verde regione sconosciuta, il Kukuanaland, abitata da un popolo di fieri guerrieri la cui legge prevede la morte per tutti gli stranieri. Quatermain tuttavia approfitta del fatto che i nativi non hanno mai visto un uomo bianco (tanto meno un uomo strano come il Capitano Good), né soprattutto un fucile, e riesce a farli accreditare come visitatori "dal cielo" dotati di immensi poteri. Twala, il re, è però un individuo crudele e sanguinario, dominato peraltro dalla superstizione di Gagool, un'orrenda strega di età indefinita che impone sacrifici cruenti al popolo.
Umbopa, il compagno dei tre europei, si rivela allora essere originario di quella terra perduta e anzi legittimo erede al trono usurpato da Twala. Tutto ciò dà origine a una cruenta guerra civile tra i Kukuani, nella quale Quatermain e i suoi due compagni finiscono inevitabilmente per rivestire un ruolo rilevante. Sir Henry Curtis addirittura affronta in duello il re Twala, riuscendo ad ucciderlo. Umbopa diventa dunque il legittimo sovrano, col suo vero nome di Ignosi.
I tre europei non trovano in quella terra perduta alcuna notizia del disperso George Curtis, ma possono finalmente raggiungere le miniere del re Salomone. Grazie alla perfida Gagool - risparmiata appositamente per quello scopo - i tre penetrano nelle caverne che conservano i corpi dei defunti re dei Kukuani e infine nella camera segreta che contiene i diamanti e l'oro in origine destinati a Salomone. Gagool tuttavia riesce a richiudere nella camera gli avventurieri, pur rimanendo uccisa. Destinati a morire di fame e sete e con pochi fiammiferi a disposizione, Allan Quatermain e i suoi due compagni riescono infine a trovare una via per uscire dalla trappola; si perdono nel labirinto di cunicoli sottostante e infine, dopo un paio di giorni, trovano fortunosamente una via di fuga per l'esterno.
Il favoloso tesoro è perduto, ma Allan è riuscito a intascare alcuni grossi diamanti. Con questi i tre europei decidono di partire per la via di casa, malgrado le insistenze dell'amico sovrano che li vorrebbe avere a vivere nel Kukuanaland con onori regali. Indirizzati lungo un percorso differente e meno pericoloso di quello dell'andata, ritrovano George, l'uomo di cui erano andati alla ricerca, vivo benché invalido a causa di un incidente. Sir Henry, rientrato in Inghilterra col fratello e il fedele Capitano Good, invita Allan a raggiungerlo e a prendere casa nel Regno Unito.

## Influenza culturale
Le miniere di re Salomone è il primo romanzo avventuroso inglese ambientato in Africa e diede forma al genere del mondo perduto, influenzando le successive narrazioni, come L'uomo che volle farsi re (1888) di Rudyard Kipling, Il mondo perduto (1912) di Arthur Conan Doyle, La terra dimenticata dal tempo (1918) di Edgar Rice Burroughs,  Il pozzo della luna (1918-1919) di A. Merritt, Alle montagne della follia (1931) di Howard Phillips Lovecraft e Kioga of the Wilderness (1936) di William L. Chester. Anche il fumetto dell'Uomo mascherato (The Phantom, 1936) di Lee Falk fu concepito inizialmente all'interno di questo genere.
In Portogallo, Eça de Queiroz tradotto e pubblicato nella "Revista de Portugal" tra l'ottobre 1889 e il giugno 1890 e pubblicato in forma di libro nel 1891, il libro non è solo una traduzione, ma una recensione dell'opera di Queiroz.
In Italia, Emilio Salgari pubblicò (con lo pseudonimo di Enrico Bertolini) presso l'editore Donath di Genova il romanzo Le caverne dei diamanti (1899), una libera riduzione del testo di Haggard. La storia si scosta solo di poco dall'originale, intersecandosi con le piacevoli parentesi naturalistiche e geografiche tipiche dell'autore veronese.
Lo scrittore statunitense contemporaneo Michael Crichton invoca la tradizione del "mondo perduto" nel suo romanzo Congo del 1980, che coinvolge una ricerca delle miniere di re Salomone, che si favoleggia si trovino in una città perduta africana chiamata Zinj.

## Filmografia
Film tratti più o meno liberamente dall'opera di Rider Haggard:
- King Solomon's Mines di Robert Stevenson (1937) (inedito in italiano).
- Le miniere di re Salomone (King Solomon's Mines) di Compton Bennett e Andrew Marton (1950). Ha avuto un seguito, Vatussi (Watusi) di Kurt Neumann (1959).
- King Solomon's Treasure di Alvin Rakoff (1979). Film a basso costo di produzione canadese-britannica.
- Allan Quatermain e le miniere di re Salomone (King Solomon's Mines) di J. Lee Thompson (1985). Ha avuto un seguito, Gli avventurieri della città perduta (Allan Quatermain and the Lost City of Gold) di Gary Nelson (1987).
- King Solomon's Mines - Il tesoro maledetto  (King Solomon's Mines) di Steve Boyum (2004) – miniserie TV.
- Allan Quatermain and the Temple of Skulls di Mark Atkins (2008). Film a basso costo distribuito direttamente in DVD e prodotto da The Asylum.

## Edizioni

### Edizioni in italiano
- H. Rider Haggard, Le miniere del re Salomone, collana universale Sonzogno avventura, Sonzogno, 1974.